# Until Death
Until Death (Até a Morte) é um filme de ação e suspense estadunidense de 2007. É estrelado pelo ator Jean-Claude Van Damme, que volta a ser dirigido por Simon Fellows. No ano anterior, Fellows havia dirigido Van Damme em Segundo em Comando. 

## Sinopse
Anthony Stowe é um policial corrupto e viciado em heroína de Nova Orleans. Após uma discussão com a esposa, Antony se envolve em um tiroteio e é capturado e quase morto por Gabriel Callahan (Stephen Rea). Antony fica em coma por seis meses e quando volta a si vê tudo o que fez de errado, enquanto Callahan fica cada vez mais poderoso no mundo do crime. Quando sua ex-esposa é sequestrada por Callahan, ele decide que é hora de se vingar, num violento combate.

## Elenco
- Jean-Claude Van Damme .... Antony Stowe
- Stephen Rea .... Gabriel Callahan
- Rachel Grant .... Maria Ronson
- Gary Beadle .... Chefe Mac Baylor
- Trevor Cooper .... Walter Curry
- Mark Dymond .... Mark Rossini
- Stephen Lord .... Jimmy M
- William Ash .... Serge
- Wes Robinson .... Chad Mansen